# Carena de la Nespla
La Carena de la Nespla és una serra situada al municipi d'Arbúcies a la comarca de la Selva, amb una elevació màxima de 1.128 metres.